# Novara
Novara (Nuàra na lokalnom dijalektu) grad je u sjevernoj Italiji. Novara je središte istoimene pokrajine Novare te se nalazi na istočnom dijelu regije Pijemont.

## Položaj u Italiji
Grad Novara nalazi se u sjeverozapadnom dijelu Italije, samo 55 km zapadno od Milana i 95 km istočno od Torina. Novara se nalazi u sjeverozapadnom dijelu Padske nizine. Nadmorska visina grada je oko 170 metara.

## Povijest
Šire područje Venecije bilo je naseljeno još u vrijeme prapovijesti. Oko 300. pr. Kr. ovo područje je palo pod Rimljane. Vrlo brzo javilo se gradsko naselje pod imenom Novarija. Grad se razvijao tijekom stoljeća, ali nije stekao značajniji status i položaj.
Na početku srednjeg vijeka strateški položaj donio je Novari nekoliko burnih i ratnih stoljeća pod najezdom barbarskih plemena. Posle toga grad stječe nezavisnost i postaje sjedište malene kneževine. U 12. stoljeću Novara pada pod vladavinu kneževine Milano, uskoro gubi nezavisnost i pripaja se Milanu. Tako ostaje do kraja 18. stoljeća.
Nakon propasti Napoleona 1814. godine se pripaja Kraljevini Pijemont u rukama vladarske obitelji Savoja. 1849. godine u Novari se odvija bitka između kraljevine Pijemonta i Habsburške monarhije. Pobjeda nad Habsburzima bila je vrlo važna pobjeda koja je pridonijela ujedinjenu Italije desetak godina kasnije.
1861. godine Novara i okolica grada su pridruženi novonastaloj Kraljevini Italiji. Sljedećih desetljeća grad se naglo industrijalizirao i povećao broj stanovnika. Za vrijeme 20. stoljeća Novara je izbjegla razaranja u svjetskim ratovima i relativno bezbolno prošla kroz to razdoblje.

## Stanovništvo
Novara danas ima preko 100.000 stanovnika (po broju stanovnika drugi grad u pokrajini), većinom Talijana. U razdoblju od 1900. do 1970. godine gradsko stanovništvo je ubrzano raslo i utrostručilo se. Međutim, posljednjih nekoliko desetljeća broj stanovnika u Novari stagnira, a raste u gradskim predgrađima.
Mnogo se stanovnika u grad zadnjih desetljeća doselilo iz inozemstva, najviše s Balkana i iz sjeverne Afrike. Smatra se da svako šesto rođeno dijete u gradu ima inozemne korijene.

## Gradske znamenitosti
Novara ima očuvanu staru gradsku jezgru s više trgova, krivudavih ulica i mnogobrojnim crkvama te starijim zgradama. Najvažnija gradska građevina je Katedrala svetog Gaudencija.

## Galerija
- Glavni trg
- Crkva Svetog Gaudencija
- Gradsko kazalište
- Slika s ulaza u grad
- Ostaci rimskog carstva
- Palača Natta-Isola